# Dutch Open 2024
Die Dutch Open 2024 im Badminton fanden vom 23. bis zum 27. Oktober 2024 im Maaspoort Sports & Events in ’s-Hertogenbosch statt.

## Sieger und Platzierte
| Disziplin    | Gold                                 | Silber                          | Bronze                            |
| ------------ | ------------------------------------ | ------------------------------- | --------------------------------- |
| Herreneinzel | Mads Christophersen                  | Ayush Shetty                    | S. Sankar Muthusamy Subramanian   |
| Herreneinzel | Mads Christophersen                  | Ayush Shetty                    | Tan Jia Jie                       |
| Dameneinzel  | Kisona Selvaduray                    | Keisha Fatimah Az Zahra         | Clara Azurmendi                   |
| Dameneinzel  | Kisona Selvaduray                    | Keisha Fatimah Az Zahra         | Stefani Stoeva                    |
| Herrendoppel | Rasmus Espersen Christian Faust Kjær | Maël Cattoen Lucas Renoir       | Callum Hemming Ethan van Leeuwen  |
| Herrendoppel | Rasmus Espersen Christian Faust Kjær | Maël Cattoen Lucas Renoir       | Eloi Adam Léo Rossi               |
| Damendoppel  | Gabriela Stoeva Stefani Stoeva       | Chloe Birch Estelle van Leeuwen | Debora Jille Margot Lambert       |
| Damendoppel  | Gabriela Stoeva Stefani Stoeva       | Chloe Birch Estelle van Leeuwen | Julia Meyer Leona Michalski       |
| Mixed        | Callum Hemming Estelle van Leeuwen   | Robin Tabeling Selena Piek      | Malik Bourakkadi Leona MichalskiQ |
| Mixed        | Callum Hemming Estelle van Leeuwen   | Robin Tabeling Selena Piek      | Julien Maio Léa Palermo           |